# 高橋翔
高橋 翔（たかはし しょう、1983年1月18日 - ）は、男性の元アナウンサー。
東京都出身。血液型A型、2006年4月に新潟総合テレビ(NST)入社。2007年4月、富山テレビ放送に移籍したが2008年3月退職。

## 新潟総合テレビ在籍時
- NSTゴールデンニュース
- FNNニュースほか